# Detlef Schubert
Detlef Schubert (* 26. September 1946 in Crimmitschau) ist ein deutscher Politiker (CDU). 

## Leben und Beruf
Nach dem Schulbesuch begann er 1961 eine Ausbildung als Rundfunk- und Fernsehtechniker, 1966 nahm er eine Ingenieursausbildung in Berlin auf. Anschließend studierte er an der Technischen Universität Berlin Elektrotechnik und Betriebswirtschaft und schloss das Studium 1976 als Diplomingenieur ab. Schubert war anschließend bei der Industrie- und Handelskammer in Aachen und Mittlerer Niederrhein tätig. Von 1997 bis 2006 nahm er das Amt des Beigeordneten für Wirtschaft und Arbeit der Stadt Leipzig wahr. Von 2006 bis 2011 war er Staatssekretär im Ministerium für Wirtschaft und Arbeit von Sachsen-Anhalt. Mit der Wahl von Reiner Haseloff zum Ministerpräsidenten von Sachsen-Anhalt trat Schubert in den Ruhestand.
Detlef Schubert ist verheiratet und hat drei Kinder.

## Politik / Partei
Schubert ist Mitglied der CDU. Seit dem Parteitag der Leipziger Union am 8. Oktober 2011 war er Vorsitzender des Kreisverbandes Leipzig. Er setzte sich in einer Kampfabstimmung gegen den Bundestagsabgeordneten Thomas Feist durch. Hier setzte er maßgeblich Horst Wawrzynski als Kandidaten für das Amt des Oberbürgermeisters durch. Nachdem dieser die Wahl verloren hatte, gab Schubert das Amt des Kreisvorsitzenden am 17. Februar 2013 auf.